# رودنو (باغملک)
رودنو یک منطقه کوهستانی در دامنه کوه گردکی در استان خوزستان واقع در شهرستان باغملک با طبیعت پوشیده از درختان بلوط می‌باشد. در سالها نه چندان دور جمعیت زیادی در این منطقه زندگی می‌کردند که اکنون به شهرها و روستاها به‌خصوص روستای دره بنیاب و رودزرد و شهرستان رامهرمز مهاجرت کرده‌اند. 

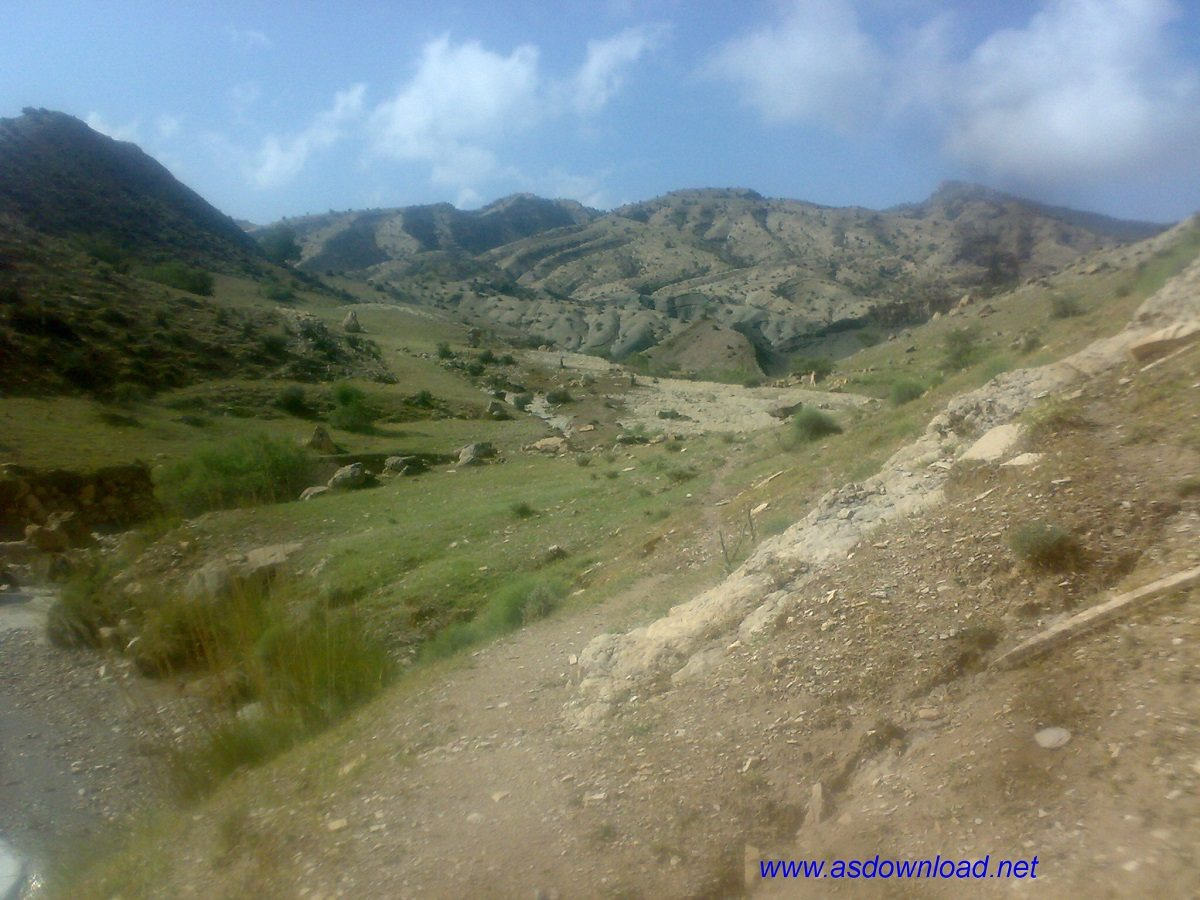

طبیعت کوهستانی، چشمه‌های آب شیرین، درختان بلوط، کلخونگ، بادام کوهی، انجیر و درخت کنار به این منطقه زیبایی خاصی بخشیده است.
البته رودنو خالی از جمعیت نیست. چرا که یک منطقه عشایری نیز می‌باشد. عشایر رودنو تابستان به مناطق سردسیر کوه‌های منگشت کوچ می‌کنند و در فصل‌های پاییز، زمستان تا نیمه بهار در این منطقه به سر می‌برند. مالکان اصلی این سرزمین به رامهرمز، گدارپهن و میدادود و سایر روستاه‌ها مهاجرت کرده‌اند. هر چند تا ۲۰ سال پیش روستاهای کوچک بزرگ هر کدام با جمعیت حدود ۱۰۰ نفر در این منطقه وجود داشت. مثل روستای آبید، گله زار، انجیرسیاه، بردسیلا و.. اما به علت نبود امکانات و عدم توجه مسئولین مردم این روستاها به شهر مهاجرت کرده‌اند.
حتی افرادی مثل عبدالله ایزدپناه نماینده شهرستان‌های ایذه و باغملک در همین منطقه یعنی روستای انجیر سیاه به دنیا آمد؛ و دوران ابتدایی را در مدرسه عشایری همین روستا سپری کرد.

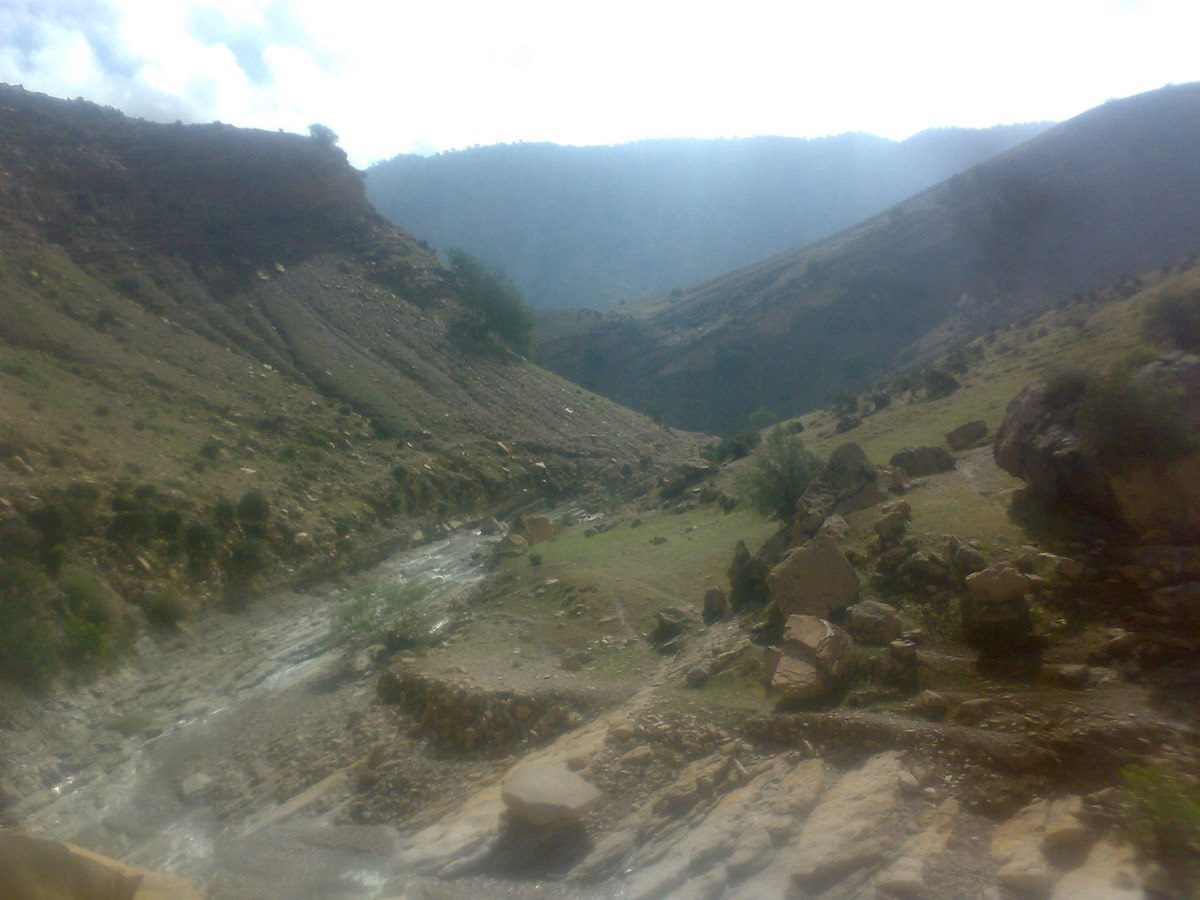
چشمه آب شیرین و گرم رودنو در دامنه کوه گردکی و سولک (ساولک)

## آثار باستانی رودنو

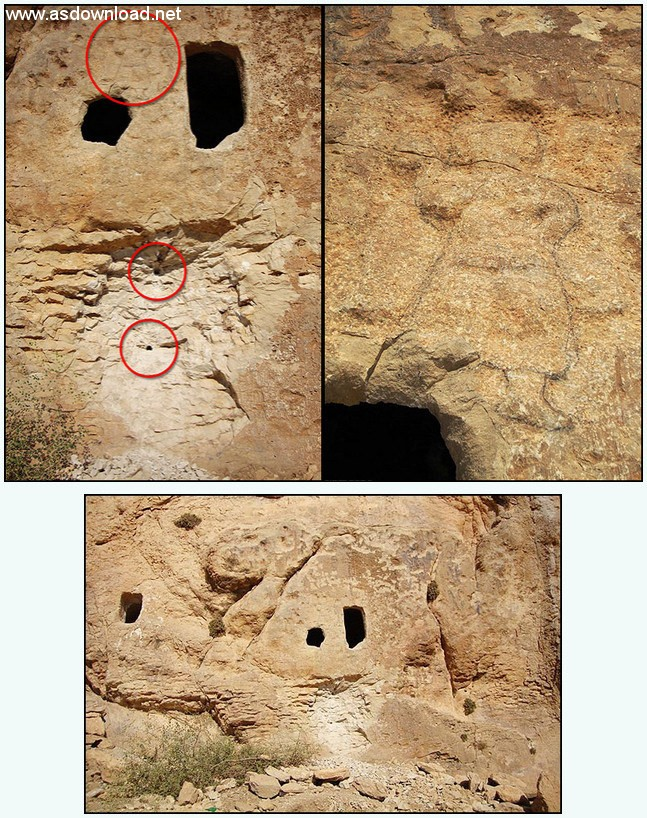
تخریب آثار باستانی گور دخمه رودنو متعلق به دوره هخامنشیان توسط افراد سودجو با مواد منفجره

رودنو دارای سابقه تاریخی و آثار باستانی مربوط به دوره اشکانیان و هخامنشیان می‌باشد. هر چند اکثر این آثار در طی سالهای اخیر توسط افراد سودجو از بین رفته‌اند. از جمله نقش بردجسته موجود بر روی گور دخمه مربوط به دوره هخامنشیان که در سالهای اخیر توسط افراد سودجو مورد تخریب قرار گرفته‌است.

## واژه‌شناسی رودنو
واژه رودنو برگرفته از یک رودخانه در این سرزمین هست. حتی ساختار جغرافیایی این منطقه نشان دهنده آن است که در قدیم رودخانه‌های بزرگی در این سرزمین جاری بود. اما به مرور زمان چشمه‌های این منطقه خشک شده‌اند. حتی از افراد قدیم نقل شده که در قرن‌های گذشته یک پل بر روی یک سنگ بزرگ وجود داشت. البته آن سنگ بزرگ هنوز پابرجاست اما پل از بین رفته‌است.

## کوه گِردکی
کوه گِردکی به ارتفاع ۱۵۱۳یکی از بلندترین کوه‌های استان خوزستان که در شمال غربی میداود و در امتداد کوه سولک می‌باشد. این کوه از جنوب شرقی به کوه تنبلان و کوه بنار کموتران متصل می‌شود و رودخانه اعلا از دامنه شمالی آن می‌گذرد. قسمت بزرگی از این کوه از جنگل بلوط پوشیده شده و جزو کوهستان بزرگ زاگرس به‌شمار می‌رود.